# Diano Castello
Diano Castello (en ligur Diàn Castello) és un comune italià, situat a la regió de la Ligúria i a la província d'Imperia. El 2015 tenia 2.214 habitants.

## Geografia
El territori de Diano Castello es troba a la vall Dianese, sobre un turó que domina la plana compresa entre la desembocadura del riu San Pietro i el fons de la vall, on hi ha les ciutats costaneres de Diano Marina i Cervo. Té una superfície de 6,11 km² i la frazione de Varcavello. Limita amb Diano Arentino, Diano Marina, Diano San Pietro, Imperia i San Bartolomeo al Mare.